# Kurt Bortfeldt
Kurt Paul Wilhelm Bortfeldt (* 30. April 1907 in Hamburg; † 9. Juni 1981 in Ost-Berlin) war ein deutscher Theaterschauspieler, Schriftsteller und Drehbuchautor.

## Leben und Wirken
Der Sohn eines Konditors besuchte die Oberrealschule und erhielt anschließend eine Schauspielausbildung. Mit 20 spielte er an Hamburgs Thalia-Theater, zu Beginn der 1930er Jahre wirkte Bortfeldt am Würzburger Stadttheater. In der Spielzeit 1931/32 wurde der Hamburger an das Intime Theater der Stadt Nürnberg verpflichtet, wo er als Dramaturg und Bühnenbildner arbeitete. Danach (1933) kehrte er wieder auf die Bühne zurück und gehörte zunächst dem Ensemble des Preußischen Theaters der Jugend an.
Bis 1938 blieb Bortfeldt als Schauspieler gelistet, begann aber noch im selben Jahrzehnt begann Bortfeldt Bühnenstücke zu schreiben. In den kommenden Jahrzehnten veröffentlichte er u. a. die Werke „Sturz nach oben“, „Dir zuliebe“, „Schießbudenfiguren“ und „Das ist Diebstahl“. Noch im Dritten Reich gelang Kurt Bortfeldt der Zugang zum Film. Seine zweite Arbeit, die inmitten des Zweiten Weltkriegs gedrehte Marika-Rökk-Musikrevue Hab’ mich lieb!, sollte sich als großer Publikumserfolg erweisen. Nach dem Krieg arbeitete Bortfeldt zunächst für das bundesdeutsche Kino, ehe er sich zu Beginn der 1950er Jahre in Berlin-Grünau niederließ und fortan für die DEFA schrieb.
Zu seinen herausragenden Werken zählte hier das Drehbuch zu dem Antikriegsfilm Betrogen bis zum jüngsten Tag, der im Jahr 1957 erschien. Es wurde der erste Film, den die DEFA auf den Internationalen Filmfestspielen in Cannes im Wettbewerb um die Goldene Palme eingereicht hat. Aus Gründen des Protests von Seiten der Bundesregierung, die auf ihrem Alleinvertretungsanspruch in Cannes beharrte, konnte der Film dort schließlich jedoch nur im Rahmenprogramm gezeigt werden.
Bortfeldts frühe Manuskripte für Filme der DDR-Staatsfirma wurden zunächst vorwiegend von Herbert Ballmann inszeniert und behandelten verschiedenartige Themen. Er schrieb für Märchen- wie für Musik- und Kinderfilme, aber auch für Zeitdramen, gelegentlich Produktionen mit kommunistisch-tendenziösem Tenor. Seit 1959 fanden seine Manuskripte überwiegend Verwendung bei DDR-Fernsehfilmen. Bortfeldt war außerdem von 1957 bis 1960 Dozent an der Deutschen Hochschule für Filmkunst in Potsdam-Babelsberg.

## Filmografie
- 1939: Meine Tante – Deine Tante
- 1942: Hab mich lieb!
- 1949: Kätchen für alles
- 1949: Absender unbekannt
- 1950: Maharadscha wider Willen
- 1951: Engel im Abendkleid
- 1953: Gefährliche Fracht
- 1954: Das geheimnisvolle Wrack
- 1955: Der Teufel vom Mühlenberg
- 1956: Das Traumschiff
- 1956: Das tapfere Schneiderlein
- 1956: Junges Gemüse
- 1957: Betrogen bis zum jüngsten Tag
- 1959: Brücke zwischen gestern und morgen
- 1960: Toter Winkel
- 1960: Fahrt ins Blaue
- 1961: Die goldene Jurte
- 1962: Revue um Mitternacht
- 1964: Pension Boulanka
- 1970: Erlesenes
- 1972: Die Ballade von der Geige
- 1979: Menschenfreunde

## Einzelnachweis
1. ↑  Bortfeldt auf literaturport.de

| Personendaten    | Personendaten                                                   |
| ---------------- | --------------------------------------------------------------- |
| NAME             | Bortfeldt, Kurt                                                 |
| ALTERNATIVNAMEN  | Bortfeldt, Kurt Paul Wilhelm (vollständiger Name)               |
| KURZBESCHREIBUNG | deutscher Theaterschauspieler, Schriftsteller und Drehbuchautor |
| GEBURTSDATUM     | 30. April 1907                                                  |
| GEBURTSORT       | Hamburg                                                         |
| STERBEDATUM      | 9. Juni 1981                                                    |
| STERBEORT        | DDR                                                             |